# Daholympia
Albums de Étienne Daho
Paris ailleurs
(1991) Popzone
(1995)
Daholympia est le deuxième album live d'Étienne Daho, cet album a été enregistré à l'Olympia les 13 et 14 décembre 1992. Aucun single ne sera extrait de cet album, mais une version studio de la reprise de Mon Manège À Moi sera extraite en single. Cette version a été enregistrée pour une compilation hommage à Édith Piaf et Fréhel : Ma Grand-Mère Est Une Rockeuse.
L'album sera double disque d'or en 1993.

## Titres de l'album
1. Des attractions désastre
2. Paris Le Flore
3. 4000 années d'horreur
4. Il ne dira pas
5. Comme Un Igloo
6. Quelqu'un qui m'ressemble
7. Le Grand sommeil
8. Épaule tattoo
9. Les Voyages immobiles
10. Un Homme à la mer
11. Week-end à Rome
12. Saudade
13. Mon manège à moi
14. Des heures hindoues
15. Paris ailleurs
16. Saint-Lunaire, dimanche matin

## Chansons chantées à l'Olympia, mais non présentes dans l'album
1. (Qui sera) Demain mieux que moi
2. Toi + Moi
3. Bleu comme toi
4. Rue des petits hôtels
5. Satori Pop Century
6. Tombé pour la France

## Titres de la cassette vidéo
1. Des attractions désastre
2. Paris Le Flore
3. 4000 années d'horreur
4. Il ne dira pas
5. (Qui sera) Demain mieux que moi
6. Comme Un Igloo
7. Quelqu'un qui m'ressemble
8. Le Grand sommeil
9. Épaule tattoo
10. Les Voyages immobiles
11. Un Homme à la mer
12. Bleu comme toi
13. Rue des petits hôtels
14. Week-end à Rome
15. Saudade
16. Paris ailleurs
17. Mon manège à moi
18. Des heures hindoues
19. Tombé pour la France
20. Saint-Lunaire, dimanche matin

La cassette vidéo (contrairement à l'album) reprend l'intégralité du spectacle hormis Toi + Moi et Satori Pop Century. La cassette est épuisée et jamais rééditée en DVD. On peut cependant retrouver le spectacle sur Youtube.